# Tasuku Tanonaka
Tasuku Tanonaka (japanisch 田野中 輔 Tanonaka Tasuku; * 23. September 1978 in der Präfektur Chiba) ist ein ehemaliger japanischer Hürdenläufer, der sich auf die 110-Meter-Distanz spezialisiert hat.

## Sportliche Laufbahn
Erste internationale Erfahrungen sammelte Tasuku Tanonaka im Jahr 1996, als er bei den Juniorenasienmeisterschaften in Neu-Delhi in 14,31 s die Silbermedaille über 110 m Hürden gewann. 2003 belegte er bei den Asienmeisterschaften in Manila in 13,94 s den vierten Platz. Zwei Jahre später schied er bei den Asienmeisterschaften in Incheon mit 14,32 s im Vorlauf aus und 2006 nahm er erstmals an den Asienspielen in Doha teil und klassierte sich dort mit 13,88 s auf dem fünften Platz. 2007 siegte er mit windunterstützten 13,51 s bei den Asienmeisterschaften in Amman und gelangte anschließend bei den Weltmeisterschaften in Osaka bis ins Halbfinale, in dem er mit 13,62 s ausschied. 2009 kam er bei den Weltmeisterschaften in Berlin nicht über die erste Runde hinaus und im Jahr darauf wurde er beim Continentalcup in Split in 13,92 s Siebter, ehe er bei den Asienspielen in Guangzhou mit 13,81 s auf Rang fünf gelangte. Im Juni 2013 bestritt er in Tokio seinen letzten offiziellen Wettkampf und beendete daraufhin seine aktive sportliche Karriere im Alter von 34 Jahren.
In den Jahren 2004, 2009 und 2010 wurde Tanonaka japanischer Meister im 110-Meter-Hürdenlauf.

## Persönliche Bestleistungen
- 100 m Hürden: 13,55 s (+2,0 m/s), 15. April 2006 in Chitose